# Schwarzmeerregion (Türkei)
Die Schwarzmeerregion (türkisch Karadeniz Bölgesi) ist seit dem Geographie-Kongress 1941 in Ankara ein geographisches Gebiet der Türkei. Die Region stellt etwa 18,1 % des türkischen Staatsterritoriums dar. Mit einer Fläche von 141.000 km² belegt sie im Flächenvergleich der sieben Regionen den 3. Platz.
Die Schwarzmeerregion im Nordosten der Türkei ist sowohl als räumlich-administrative Region, wie auch als kulturelle Region zu verstehen, obwohl die genaue Grenzziehung beider nicht zwangsläufig identisch sein muss. Durch die Randlage im Norden Anatoliens am Südufer des Schwarzen Meeres und den Bergketten, die die Region nach Süden hin vom Rest des Landes trennen, bewahrte die Schwarzmeerregion ihre besondere Geschichte und Identität in der Türkei. Trotz dieser geografischen Isolation war die Schwarzmeerregion stets im Austausch mit dem Rest Kleinasiens, wenn auch die Blicke eher nach Istanbul und in andere westlich gelegene Metropolen gingen. Während des Kalten Krieges spielte die Nähe zur UdSSR auf Land- und Seewegen eine wichtige Rolle.

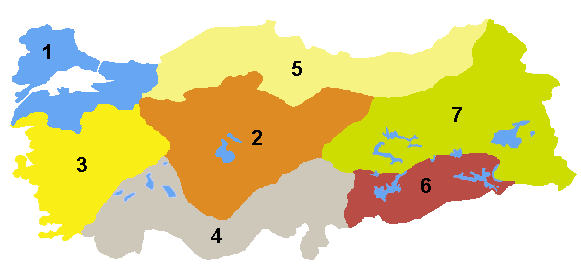
1. Marmararegion, 2. Zentralanatolien, 3. Ägäisregion, 4. Mittelmeerregion, 5. Schwarzmeerregion, 6. Südostanatolien, 7. Ostanatolien

## Geografie
Die Schwarzmeerregion ist geografisch stark durch verschiedene Gebirgszüge geprägt. Das Pontische Gebirge erstreckt sich über eine Strecke von etwa 1000 Kilometern entlang der Meeresküste. Zwischen dem Meer und der natürlichen Barriere der Pontischen Alpen ist das Klima feucht und die Vegetation dicht. Die durchschnittliche Höhe des Gebirges beträgt zwischen 2000 und 3000 Meter. Generell steigt seine Höhe von Westen nach Osten an. Die höchste Erhebung in der Schwarzmeerregion befinden sich im Ostpontischen Gebirge. Es handelt sich um den Kaçkar Dağı mit 3932 Metern Höhe. Die Isolation der Region durch die Bergketten sorge für eine weitgehend von Zentralanatolien unabhängige, isolierte und eigenständige Entwicklung bezüglich der regionalen Geschichte, Kultur und der Bevölkerungszusammensetzung.
Gerade der östliche Teil der Schwarzmeerregion ist von Haselnussplantagen dominiert und wird daher im Volksmund auch „Haselnussküste“ genannt. Weitere Teile der Region sind durch den Teeanbau und weite Teeplantagen geprägt. Dies gilt vor allem für die Gegend um Rize, wo man im Sommer vielen lokalen Teefesten beiwohnen kann.

### Administrative Einteilung
Die Schwarzmeerregion liegt im Norden Anatoliens und umfasst den Großteil der türkischen Schwarzmeerküste. Die Schwarzmeerregion besteht aus folgenden drei Teilregionen:
- Batı Karadeniz Bölgesi – westliche Schwarzmeerregion
- Orta Karadeniz Bölgesi – zentrale Schwarzmeerregion
- Doğu Karadeniz Bölgesi – östliche Schwarzmeerregion

### Politik
Von den 81 Provinzen der Türkei gehören folgende 22 zur Schwarzmeerregion:
| - Amasya - Artvin - Ardahan (zum Teil) - Bartın | - Bayburt - Bolu - Çorum - Düzce - Erzurum (zum Teil) | - Giresun - Gümüşhane - Kastamonu - Karabük | - Ordu - Rize - Samsun - Sakarya - Sinop | - Sivas (zum Teil) - Tokat - Trabzon - Zonguldak |

## Klima
Die Schwarzmeerregion liegt in einer gemäßigten Klimazone. Es fällt ganzjährig Regen und ein ständiger Wind kommt vom Meer. Die Höchsttemperaturen im Sommer betragen normalerweise etwa 27 Grad Celsius. Im Winter werden Werte von null bis zehn Grad Celsius erreicht. Es herrscht humides, feuchtes Klima.
| Klimadaten der Schwarzmeerregion | Zahlen   |
| -------------------------------- | -------- |
| Durchschnittliche Temperatur     | 12,3 °C  |
| Höchsttemperatur                 | 44,2 °C  |
| Tiefsttemperatur                 | −32,8 °C |
| Durchschnittliche Feuchtigkeit   | 70,9 mg  |
| Durchschnittlicher Niederschlag  | 828,5 mm |

## Geschichte

### Antike und Byzantinisches Reich
Die alten Griechen beschrieben die Region an der Schwarzmeerküste als angsteinflößenden und barbarischen Ort fernab der zivilisierten Welt. Bekanntheit erlangte die Region durch die Sage von Jason und dem Goldenen Vlies. Im vierten Jahrhundert vor Christus wurde die Schwarzmeerküste durch Rivalitäten und Schlachten zwischen Athen und den Persern geprägt. Sieben indigene Nationen der Schwarzmeerküsten waren ebenfalls in den Konflikt als Gegner der Griechen verwickelt. Lange bis ins Byzantinische Reich war das Bild der Schwarzmeerregion durch negative Vorurteile geprägt, die aus einer kolonialen und imperialen Arroganz herrührten. So konstatierte der byzantinische Historiker Procopius, dass die Bewohner der Region barbarisch seien und heidnische Bräuche pflegten.
Im fruchtbaren „Ellenbogen“ am Schwarzen Meer, der von Trabzon bis zu den Ausläufern des Kaukasus reicht, entstand in der Bronzezeit eine wohlhabende Zivilisation, die stark vom Handel zwischen Persien, anatolischen Städten und den Griechen profitierte. In diesem Zeitalter begann auch der Abbau von Silber in der Stadt Gumüshane (Argryopolis oder auch Silberstadt genannt), der bis in die heutige Zeit andauert.
Ursprünglich kamen Griechen als Krieger auf Beutezügen an die nördliche Schwarzmeerküste. Ab dem siebten Jahrhundert vor Christus begann ihre Ansiedlung auf diesem Territorium. Entlang der Küste wurden Handelskolonien errichtet. Hierbei war die wichtigste und einflussreichste die Stadt Sinope, die von Ioniern aus Miletus gegründet wurde. Es folgten Ableger der Stadt ab dem vierten Jahrhundert vor Christus. Namentlich werden die Orte Amisus (Samsun), Cotyora (Ordu), Cerasus (Giresun), Trapezus (Trebizond, Trabzon) sowie Bathys (Batumi) genannt. Die Kolonialisierung durch die Griechen erfolgte stets entlang der Küstenlinie an strategisch bedeutsamen Standorten, die an die Handelsrouten, welche das Pontische Gebirge durchquerten, angeschlossen waren. Die Mehrheit der heute in der Region existierenden Städte sind griechischen Ursprungs.
Ein großer Wandel für die Region kam im vierten Jahrhundert nach Christus durch die Christianisierung der Bevölkerung. Der griechischsprachige Teil der Bevölkerung adaptierte das Christentum zum selben Zeitpunkt wie der Rest des antiken Römischen Reiches. Die Lasen folgten zwei Jahrhunderte später. Die gemeinsame Religion veranlasste eine Hellenisierung und eine Zuwendung zur griechischen Kultur in der Region.

### Die osmanische Ära in der Schwarzmeerregion
Die nächste markante Änderung in Kultur und Prägung der Region kam im 11. Jahrhundert nach Christus, als die Türken nach Anatolien vordrangen. Auch wenn die Region weniger direkt von diesem Ereignis betroffen war, wirkte sich dieser Faktor indirekt auf die Küstenregion aus: Das zentralisierte, administrative byzantinische Regime wurde durch ein türkisches Regime ersetzt, welches denen der europäischen Feudalzeit ähnelte. Als Konsequenz bildete sich das Kaiserreich Trapezunt in der Schwarzmeerregion, und die Wirtschaft, der Handel wie auch die Kultur florierten. Das Kaiserreich profitierte 1258 vom Einfall der Mongolen in Bagdad, da somit die Seidenstraße und der Handel notgedrungen nach Norden verlegt werden mussten. In dieser wirtschaftlich günstigen Lage entwickelte sich das Reich für zwei Jahrhunderte zu einem christlichen Außenposten im muslimischen Nahen Osten und wurde ein Zentrum für Kunst, Literatur und Lehre. Genuesische und venezianische Händler dominierten zu dieser Zeit mit Billigung des Byzantinischen Reiches den Seehandel der Region.
Ab dem 15. Jahrhundert begannen die Osmanen ihr Reich im Osten zu erweitern. Mit den osmanischen Eroberungen endete die Geschichte des Kaiserreiches Trapezunt im Jahre 1461. Darauffolgend wurde das Gebiet wieder in eine zentralisierte Administration reintegriert. Daraufhin fiel die Region in eine marginalisierte und unbedeutendere Stellung in einem großen Reich zurück. Auch wenn ein gemäßigtes Niveau an Wohlstand gehalten werden konnte, galt die Provinz als Hinterland. Trotz der osmanischen Eroberung zogen vorerst wenige Türken in die Region des Schwarzmeeres, mit Ausnahme der Gegend um Trabzon. Unter der Herrschaft von Selim I. wurden die Lasen zum Islam konvertiert. Die Konvertierung der griechischsprachigen Hemsin erfolgte in den 1680er Jahren.
Die Minderheiten überdauerten. Die Griechen stellten bis ins 19. Jahrhundert die Mehrheit in den Küstenstädten wie zum Beispiel Giresun, Tirebolu, Trabzon und Batumi. Sie behielten ihre Tradition der Seefahrt und des Handels bei. Lange garantierte der russische Zar den Schutz und die Privilegien orthodoxer Untertanen des osmanischen Sultans. Dennoch kam es zu Konflikten zwischen dem Osmanischen und dem Russischen Reich, als sich Russland die Kaukasusregion einverleibte, die bis dato als Pufferzone gedient hatte. So kam es 1828, 1864, 1877 und von 1915 bis 1918 zu Konflikten und Kriegen. Der Krieg im Jahre 1877 veränderte die Bevölkerungsstruktur in der Schwarzmeerregion stark. Die schlechte Behandlung kaukasischer Muslime durch Russland im Krieg von 1877 löste eine Einwanderungswelle von muslimischen Völkern aus dem Kaukasus in die Region aus. Während der russischen Besetzung der Region im Jahre 1916 kam es zu Spannungen zwischen den muslimischen Türken und den orthodoxen Griechen, da letztere bezichtigt wurden, mit den Besatzern aufgrund der geschichtlichen und religiösen Verbindungen zu kollaborieren.

### Türkische Republik
Am 19. Mai 1919 spielten sich in der Schwarzmeerregion historisch entscheidenden Szenen der modernen Türkei ab. An diesem Tag landete Atatürk in Samsun, um von dort aus gegen das Sultanat und die in Anatolien präsenten Siegermächte des Ersten Weltkrieges vorzugehen.
Nach dem Griechisch-Türkischen Krieg in den Jahren 1920–22 mussten etwa eine Million Griechen ihre Heimat am Schwarzen Meer und der türkischen Ägäis verlassen bzw. wurden zwangsumgesiedelt. Die in der Türkei, hauptsächlich entlang der Schwarzmeerküste, ansässigen Minderheiten wie die Griechen, lebten dort schon seit Jahrtausenden. Lange Zeit konnten sich die christlichen Minderheiten der Griechen und Armenier ihrer historischen Privilegien unter den osmanischen Eroberern sicher sein, da Teile ihrer Gesellschaftsstruktur übernommen wurden und Russland seit dem Vertrag von Kutschuk-Kaynardji im Jahre 1774 als Schutzmacht dieser Minderheit gegenüber dem osmanischen Regime auftrat. Dies änderte sich mit dem Erstarken der Jungtürkischen Bewegung und des türkischen Nationalismus im Zuge der türkischen Revolution im Jahre 1908. Seine diplomatischen und politischen Ursprünge hat der griechisch-türkische Bevölkerungsaustausch im Jahre 1914. Dort handelt es sich aber um einen fakultativen und nicht um einen obligatorischen Bevölkerungsaustausch. Der tatsächliche Bevölkerungsaustausch von 1923 ist jedoch effektiv ein obligatorischer Akt gewesen. Das Lausanner Abkommen vom 30. Januar 1923 hat sich nicht an die Grundsätze des Minderheitenschutzes halten können, wie sie heute Standard sind. Der Bevölkerungsaustausch von 1923 und damit der Wegfall der für die lokale Wirtschaft wichtigen Griechen, schwächte die Region bis in die 1940er Jahre. Ab dann sorgte die Teeproduktion für wirtschaftlichen Aufschwung.
In der Vergangenheit trafen in der Schwarzmeerregion zwei gegenteilige Systeme aufeinander. Die Region kann als Frontlinie zwischen Ländern mit einer kapitalistisch orientierten freien Marktwirtschaft einerseits und andererseits Ländern, die planwirtschaftlich organisiert waren, angesehen werden.
Die Schwarzmeerregion hat sich durch den See- und Landhandel schon seit Anbeginn der Zeit in Richtung Russland und Kaukasus orientiert. So war die Arbeitsmigration nach Südrussland und andere Gebiete unter russischem Einfluss wichtig für die lokale türkische Wirtschaft. Besonders Bäcker aus der Schwarzmeerregion machten sich auf den Weg. Ab den 1930er Jahren wurde es zunehmend schwer die Grenze unbemerkt zu überqueren. Dementsprechend gab es einen starken Rückgang der Arbeitsmigration, der die Schwarzmeerregion wirtschaftlich stark getroffen hat. Um dies zu kompensieren, wurden ab den 1960er Jahren andere Ziele zum Auswandern gesucht. Viele versuchten ihr Glück in Istanbul oder gingen nach Deutschland. Der Zerfall der Sowjetunion und die Wiederöffnung der Grenze sorgte für eine hohe Zahl an Reisenden. Zu dieser Zeit fehlte es im ehemaligen Gebiet der UdSSR an Konsumgütern. Viele Personen aus diesen Gebieten fuhren auf die türkische Seite der Grenze, um dort einzukaufen und Handel zu treiben. Im Gegenzug haben die Türken in der Schwarzmeerregion von der Einfuhr mittelmäßiger, aber preiswerter, sowjetischer Technik und Maschinen profitiert. Mehrheitlich kamen sowjetische Frauen zum Handeln in die Schwarzmeerregion. Diese wurden teilweise der Prostitution bezichtigt. Konservativ-islamische Partien wie die „Refah“-Partei nutzten diese Anschuldigung, um einen vermeintlichen Werteverfall und die Abkehr von guten Sitten zu konstatieren. Ihr Programm sollte die Moral in der Region wiederherstellen.

## Bevölkerung
Gemäß der Volkszählung aus dem Jahre 2000 beträgt die Einwohnerzahl 8.439.213 (Platz 5) und die Bevölkerungsdichte 59,9 Einw./km² (TR-landesweit: 88,25 Einw./km²). 49 % (4.137.166) der Bevölkerung leben in Städten und 51 % (4.301.747) auf dem Land. Das jährliche Bevölkerungswachstum beträgt 0,365 %.
Die Schwarzmeerregion ist die Heimat der Lasen. Lasisch gehört zur südkaukasischen Sprachfamilie. Für gewöhnlich sind alle Sprecher des Lasischen auch des Türkischen mächtig und damit bilingual. Viele Lasen der jüngeren Generationen sprechen zudem ausschließlich Türkisch. Da vor allem die älteren Generationen Lasisch sprechen, gilt die Sprache in ihrer Existenz als bedroht. Wirtschaftliche Faktoren, wie etwa der Zugang zu Bildung und höheren Karrieren, pro-türkische Einflüsse und die Unterdrückung von Minderheitssprachen in den Neunzigerjahren durch den türkischen Staat bedingten den Rückgang der Sprecherzahl. Die moderne Sprachvariante des Lasischen ist zudem vom Schwarzmeerdialekt des Türkischen beeinflusst, während Wörter, die sich aus dem Standardtürkischen ableiten eher selten sind. Das Hauptsiedlungsgebiet der Lasen sind die Städte Pazar (Atina), Ardesen (Artaseni), Findikli (Vic‘e), Arhavi (Arkabi) und Hopa (Xopa).
Weitere sprachliche Minderheiten sind oder waren die Hemsin, Pontusgriechen sowie Georgier. Durch Binnenmigration und Saisonarbeit kamen Menschen kurdischer und türkischer Muttersprache in das Siedlungsgebiet der Lasen.
Katholiken wohnen in der Schwarzmeerregion nur in geringer Zahl. Es gibt nur zwei katholische Kirchen, nämlich Mater Dolorosa (Samsun) in İlkadım (Provinz Samsun) und St. Maria in Ortahisar (Provinz Trabzon), die beide zum Apostolischen Vikariat Anatolien der lateinischen Kirche gehören.

## Binnenmigration aus der Schwarzmeerregion
Die Türkei ist ein Land, das seit dem 18. Jahrhundert durch Binnenmigration und Landflucht in die großen Städte wie Istanbul geprägt ist. Durch den Niedergang des Schwarzmeerhandels im Laufe des 19. Jahrhunderts war diese Region die erste, aus der im großen Maße Bewohner in Richtung Istanbul migrierten. Anfangs handelte es sich um saisonale Wanderungen beziehungsweise temporäre Aufenthalte in der Großstadt. Viele der Bewohner wurden im Laufe der Zeit aber sesshaft. In Istanbul und anderen großen Städten wurde die Verbindung zur ursprünglichen Heimat von Menschen mit der gleichen Herkunft in sog. „Hemşehrivereinen“ gepflegt. „Hemşehri“ bedeutet so viel wie „Verwandter“ oder „Freund“. Wichtig ist hierbei zu wissen, dass auch im Jahr 2007 die Mehrheit dieser Vereine ihre Wurzeln in der mittleren und nördlichen Schwarzmeerregion sowie in Ost- und Mittelanatolien hatte. In diesen Gegenden habe es zwischen den 1950er und den 1980er Jahren starke Aus- wie auch Abwanderungswellen gegeben.

## Wirtschaft und Infrastruktur
Im November 2005 wurde in der nordtürkischen Stadt Samsun die Erdgas-Pipeline Blue Stream eröffnet. Durch das russisch-türkische Großprojekt kann Erdgas von Noworossijsk in die Türkei befördert werden. Hierbei handelt es sich um die erste Pipeline, die ohne Zwischenstopp russisches Erdgas nach Anatolien befördert. Bei den USA stieß das Projekt auf Ablehnung. Endgültig soll die Pipeline an das Nabucco-Projekt angeschlossen werden, welches die Infrastruktur für den Gastransport über den Balkan bis nach Österreich erweitern soll.
Des Weiteren sollen Staudammprojekte zur Energiegewinnung an der Schwarzmeerküste realisiert werden. Im Loc-Tal plant die Regierung die Errichtung von 1500 Staudämmen und 40 zusätzlichen Wasserkraftwerken. Damit soll der wachsende Energiebedarf der Türkei gedeckt werden. Die Pläne des Staates treffen auf Widerstand und Proteste bei Anwohnern und Umweltschützern. So werden beispielsweise Rückschritte in den türkischen Umweltstandards und die Unvereinbarkeit mit den Beitrittskriterien der EU bemängelt.
In der Stadt Sinop an der Schwarzmeerküste soll 2023 zeitgleich mit dem 100-jährigen Bestehen der Republik das zweite Atomkraftwerk der Türkei fertiggestellt werden. Das Kraftwerk wird in Kooperation mit dem französischen Unternehmen Areva und Mitsubishi Heavy Industries errichtet. Problematisch beim Standort des Kraftwerkes ist das hohe Erdbebenrisiko in der Region.

### Verkehr
Traditionell spielte in der bergigen Region der Schiffsverkehr eine wichtige Rolle. Seit dem Bau der Nationalstraße 20, die an der Küste von Samsun nach Hopa führt und der Nationalstraße E390 von Trabzon nach Erzurum verlor die Schifffahrt an Bedeutung. Dennoch gestaltet sich das Reisen in den Bergen nach wie vor mühsam. Die wichtigsten Häfen im Osten der Region sind Samsun, Fatsa, Giresun, Görele, Trabzon, Rize und Hopa.
Im östlichen Teil der Region soll in Pazar bei Rize ein Regionalflughafen entstehen, der jährlich zwei Millionen Passagiere abfertigen soll.

### Landwirtschaft
Die Schwarzmeerküste ist landwirtschaftlich geprägt. Dies gilt vor allem für den Anbau von Haselnüssen, Tee, Tabak und Obst. Die industriearme Region produziert jährlich 70 Prozent der Weltproduktion, was Gewinnen von 2 Milliarden US-Dollar entspricht. Hochburgen bezüglich des Anbaus von Haselnüssen sind die Städte Ordu und Giresun samt Umland. Die Schwarzmeerregion ist Hauptanbaugebiet der Lambertsnuss. Drei Viertel der weltweit im Handel erhältlichen „Haselnüsse“ stammen von dort. Etwa 60 Prozent der nationalen Ernte werden in der östlichen Schwarzmeerregion eingefahren. Weitere 25 Prozent werden im Westen und etwa 15 Prozent im Zentrum der Region produziert. Die meisten Erzeugnisse sind für den Export bestimmt.
Auf Grund der niedrigen Abnahmepreise kam es in der Vergangenheit zu Protesten von aufgebrachten Landwirten in der Region. Weitere Probleme sind die fehlende Erneuerung der Haselnusskulturen, Bodenerosion und unzureichende Pflege. Dementsprechend kommen türkische Produzenten auf 600 bis 1000 kg Nüsse pro Hektar, womit sie im internationalen Vergleich Produktionseinbußen verzeichnen müssen. Hauptabnehmer sind die westlichen Staaten und seit neustem auch Länder des ehemaligen Ostblocks. Aufgrund der wirtschaftlich angespannten Lage und Zuwanderung aus kriselnden Nachbarländern sind schlechte Arbeitsbedingungen, Lohndiskriminierung und die Arbeit Minderjähriger ohne ausreichenden Schutz weitere Herausforderungen für türkische Produzenten und westliche Abnehmer wie Nestlé.
Der Haselnussanbau in der Schwarzmeerregion profitiert von dem maritimen und regenreichen Klima und den kargen Böden, die für andere landwirtschaftliche Erzeugnisse ungeeignet sind. Die Nüsse wachsen an stark abfallenden Hängen mit Steigungen von über 20 Prozent. Ungefähr zwei bis drei Millionen Landwirte sind von der Nussproduktion abhängig. Im nationalen Kontext sind dies etwa fünf Prozent der türkischen Bevölkerung. Hierdurch erklärt sich der strategische Wert der Haselnussproduktion für die Region und ihre wirtschaftliche wie auch soziale Bedeutung.
Studien ergaben, dass die intensive Nutzung der Böden in Kombination mit Düngung durch die Landwirte für die Verschmutzung des Meeres und der Schwarzmeerküste gesorgt haben.

### Tourismus
Touristisch gilt die Schwarzmeerküste als Geheimtipp, da das Klima feuchter ist als in anderen Regionen der Türkei und numerisch weniger Besucher die Region erkunden. Dennoch locken eine vielseitige Flora und Fauna, menschenleere Strände und historische Stätten in die Region: In der Stadt Amasra, die auf einer Halbinsel liegt, kann man die Ruine einer byzantinischen Burg und die Fatih-Moschee erkunden. Des Weiteren gibt es ein historisches Museum. Traditionelle Holzarchitektur findet man im Ort Bartin, westlich von Zonguldak. Das sogenannte Erdbeerfest im Frühling lässt Besucher in die lokale Kultur des Ortes Einblicken. In der Gegend des kleinen Küstenortes Sile können diverse lange Sandstrände besucht werden. Der Uzungöl gilt als malerischer Bergsee mit Fischrestaurants an seinen Ufern.
Seit kurzem steigt die Popularität von Individualtourismus und nachhaltigem Tourismus in den Bergen. Dies gilt besonders für die Gebirgszüge des Kaçkar-Gebirges in der Schwarzmeerregion.

## Politik
Die Schwarzmeerregion gilt als eine Modellregion des kemalistischen Wirtschaftsmodells. Dies gilt insbesondere für die Herstellung von Tee. Ab 1920 motivierte Atatürk Landwirte sich dem Anbau von Tee zu widmen. Der Teeanbau stellte einen wichtigen Kit zwischen der noch jungen Republik und der Schwarzmeerregion dar. Hierdurch wurde die Region wirtschaftlich, und später auch ideologisch, in das neue politische System integriert. In den 1940er Jahren wurde der Teeanbau verstaatlicht und monopolisiert.
Der Staat garantierte stabile Teepreise und damit den wirtschaftlichen Aufschwung der Region. Im Jahr 1986 wurde dieses Staatsmonopol aufgehoben. Fortan waren zwei Drittel der Produktion in Händen des Staates und ein Drittel privat.
Die Schwarzmeerregion gilt als politisch eher konservativ-traditionell mit einer starken islamischreligiösen Identität. Die AKP von Präsident Erdoğan, die diese Politik bedient, unterhält teils klientelistische Beziehungen zur Schwarzmeerregion, wie das Beispiel der 2006 gegründeten „Recep Tayyip Erdoğan Üniversitesi“ (Erdoğan Universität) zeigt. Ebenfalls kommen viele Politiker aus der Region. Die Eltern von Präsident Erdoğan sind aus der Schwarzmeerregion nach Istanbul migriert. Auch der neugewählte Istanbuler Oberbürgermeister Ekrem İmamoğlu stammt aus der Region.

## Kultur

### Sprachen und Dialekte
In der Türkei gibt es verschiedene Dialektformen des Türkischen. Der westliche Teil der administrativen Einheit Schwarzmeerregion kann sprachlich zu den Kastamonu-Dialekten gezählt werden. Der östliche Teil der Region, also etwa der Küstenabschnitt von Samsun bis in die Region Rize, spricht den nordöstlichen Schwarzmeerdialekt. Die Dialekte der Städte Trabzon und Rize sind hierbei besonders markant, sodass sie von Außenstehenden teils als eine Variante des Lasischen aufgefasst werden.
In der Türkei und so auch im Schwarzmeerraum hängen Dialekt und Folklore eng zusammen. Im traditionellen türkischen Schattentheater (Karagöz) der osmanischen Ära wird die Bevölkerung durch die Person Laz vertreten. Laz liebt die Musik, ist ein Schwätzer und spricht einen für den gemeinen Zuhörer seltsam klingenden türkischen Dialekt. Der Name der Persönlichkeit Laz hat hier im Theater einen doppeldeutigen Sinn, da Laz ebenfalls eine Bezeichnung für die kaukasische Ethnie der Lasen ist, die in der Region neben anderen ethnischen Gruppen beheimatet ist. Heutzutage wird dieser Ausdruck verwendet, um allgemein über die Bevölkerung der Schwarzmeerregion zu sprechen. Diese Bezeichnung ist sowohl als Zeichen der Zuwendung anderer Türken gegenüber diesen Menschen und auch als Spott zu verstehen. Ein dem Stereotyp entsprechender Schwarzmeerbewohner heißt entweder Dursun oder Temel, hat eine markante Nase und fällt durch einen starken Dialekt im Türkischen auf.

### Griechisches Erbe in der Schwarzmeerregion
Überbleibsel der christlichen und vor allem der griechischen Kultur im Schwarzmeerraum sind die zahlreichen orthodoxen Klöster, deren Überreste in verschiedenen Städten entlang der Küste und an Berghängen stehen. Der Umgang mit diesem Erbe ist kompliziert und gesellschaftlich umstritten sowie dem politischen Wandel unterlegen. Dies kann gut am Beispiel der Kirche der Hl. Sophia in Trabzon veranschaulicht werden. Nach der Umsiedlung der griechischen Bevölkerung im Jahre 1923 wandelte sich die Nutzung des Gebäudes mehrmals. Unter osmanischer Herrschaft wurde das Gotteshaus als Moschee genutzt und später unter russischer Besatzung als Krankenhaus. Von 1964 an wurde im Kirchengebäude ein Museum eingerichtet, welches an die griechische Präsenz in der Region und das dementsprechende Erbe erinnert. Diese Nutzung dauerte bis 2012/2013 an. Ab diesem Zeitpunkt gab es von Gruppen, die der AKP und dem islamistischen Milieu nahestanden Widerstand gegen das Museum. Es wurde gefordert, das Gebäude wieder in eine Kultstätte, präzise gesagt eine Moschee, umzugestalten. Ab 2013 wurde der Ort wieder ‚islamisiert‘ und griechische Statuen abgebaut.

### Lokale Identität
Trotz der kulturellen und historischen Unterschiede zum Rest der Türkei ist die Region gut im Land verankert und integriert. Es gibt keine nennenswerten Separationsbewegungen. Unter den Bewohnern sind eine prägnante lokale Identität und der Lokalpatriotismus stark ausgeprägt. Diese stehen aber nicht im Gegensatz zu der nationalen Identität, sondern sind komplementär.
Die geografische Trennung vom Rest Anatoliens bewirkte kulturell zwei Dinge, die im ersten Augenblick im Kontrast stehen: Einerseits werden die Bewohner aufgrund der Bewahrung alter Traditionen und Sitten als authentische „wahre Türken“ angesehen, andererseits gelten sie als archaisch und stupide. Letzteres spiegelt die Vorurteile der Großstadttürken über die Bevölkerung des Nordostens wider. Die Klischees über Menschen vom Schwarzen Meer sind vielseitig. Sie gelten als weniger mürrisch und herzlicher wie auch extrovertierter als Menschen aus Zentralanatolien. Durch die zerklüftete Landschaft hat sich ein starker Gemeinschaftssinn ausgeprägt. Vor allem die Identität und der Zusammenhalt einzelner Täler und Dorfgemeinschaften kommt zum Tragen. Die Bewohner gelten als temperamentvoll mit viel Stolz und Ehrgefühl. Handwerk und Jagd gelten als ihre Leidenschaften. Gastfreundschaft ist eine zentrale Tugend.
Viele Persönlichkeiten aus der türkischen Wirtschaft haben ihre Wurzeln in der Region. Dies gilt besonders für das Bau- und Immobiliengewerbe. In der Schwarzmeerregion ist der Tanz ‚Horon‘ weit verbreitet.